# Музей естественной истории Санта-Барбары
Музей естественной истории Санта-Барбары, англ. Santa Barbara Museum of Natural History — старейший из музеев в г. Санта-Барбара, основанный в 1916 году. Расположен позади здания францисканской миссии 1786 года. Площадь музейного кампуса составляет 49000 м², он находится в дубовой роще вдоль реки Мишен-Крик. Здание выполнено в испанско-средиземноморском стиле.
Важную роль в развитии музея стал назначенный в 1937 году его директором Артур Стерри Когсхол (англ. Arthur Sterry Coggeshall). Ранее Когсхол работал в ряде престижных музеев, таких, как Американский музей естественной истории в Нью-Йорке и Музей естественной истории Карнеги в Питсбурге. Когсхол убедил крупного производителя дрожжевых продуктов Макса Флейшмана построить Аудиторию Флейшмана. Позднее Когсхол сыграл ключевую роль в основании Калифорнийской ассоциации музеев и Западной ассоциации музеев.
Альберт Эйнштейн, посетивший музей вместе с женой в 1931 году, отмечал: «По моему впечатлению, этот музей построен с любовью».
В музее представлены диорамы дикой природы, залы морской жизни, геологии, галерея картин и скульптур, посвящённых естественной истории, зал истории индейцев и др.
Помимо основных экспозиций, в соста музея входят Планетарий Глэдвина и Морской центр Тай-Уорнер.